# El gran desfile
El gran desfile (título original: The Big Parade) es una película muda de 1925 dirigida por King Vidor y protagonizada por John Gilbert, Renée Adorée, Claire Adams, Karl Dane, Robert Ober y Tom O'Brien. 
El filme cuenta la historia de un chico de familia acomodada que se alista al ejército para luchar en la Primera Guerra Mundial, haciéndose amigos de clase media, viviendo experiencias y horrores que tan solo puede ofrecer la guerra y enamorándose de una chica francesa. La película rompe con cualquier intento de glorificación de la guerra y se centra en el coste humano, sus víctimas. El gran desfile fue un éxito en la década de los 20 e influyó en posteriores realizaciones, como por ejemplo en Sin novedad en el frente (1930).
En 1992, la película fue considerada «cultural, histórica y estéticamente significativa» por la Biblioteca del Congreso de Estados Unidos y seleccionada para su preservación en el National Film Registry.

## Reparto
- John Gilbert - James Apperson
- Renée Adorée - Melisande
- Hobart Bosworth - Sr. Apperson
- Claire McDowell - Sra. Apperson
- Claire Adams - Justyn Reed
- Robert Ober - Harry
- Tom O'Brien - Bull
- Karl Dane - Slim
- Rosita Marstini - Madre de Melisande
- Harry Crocker - Soldado (sin acreditar)
- Julanne Johnston - Justine Devereux
- Kathleen Key - Miss Apperson
- Carl Voss - Oficial (sin acreditar)
- George Beranger
- Frank Currier